# Borkenes
Borkenes es una localidad del municipio de Kvæfjord en la provincia de Troms, Noruega. Es el centro administrativo del municipio. Se localiza a 18 km al oeste de Harstad, en la isla de Hinnøya.  Se asienta en el Kvæfjorden (una ramificación del Gullesfjorden), en frente de la isla de Kvæøya.

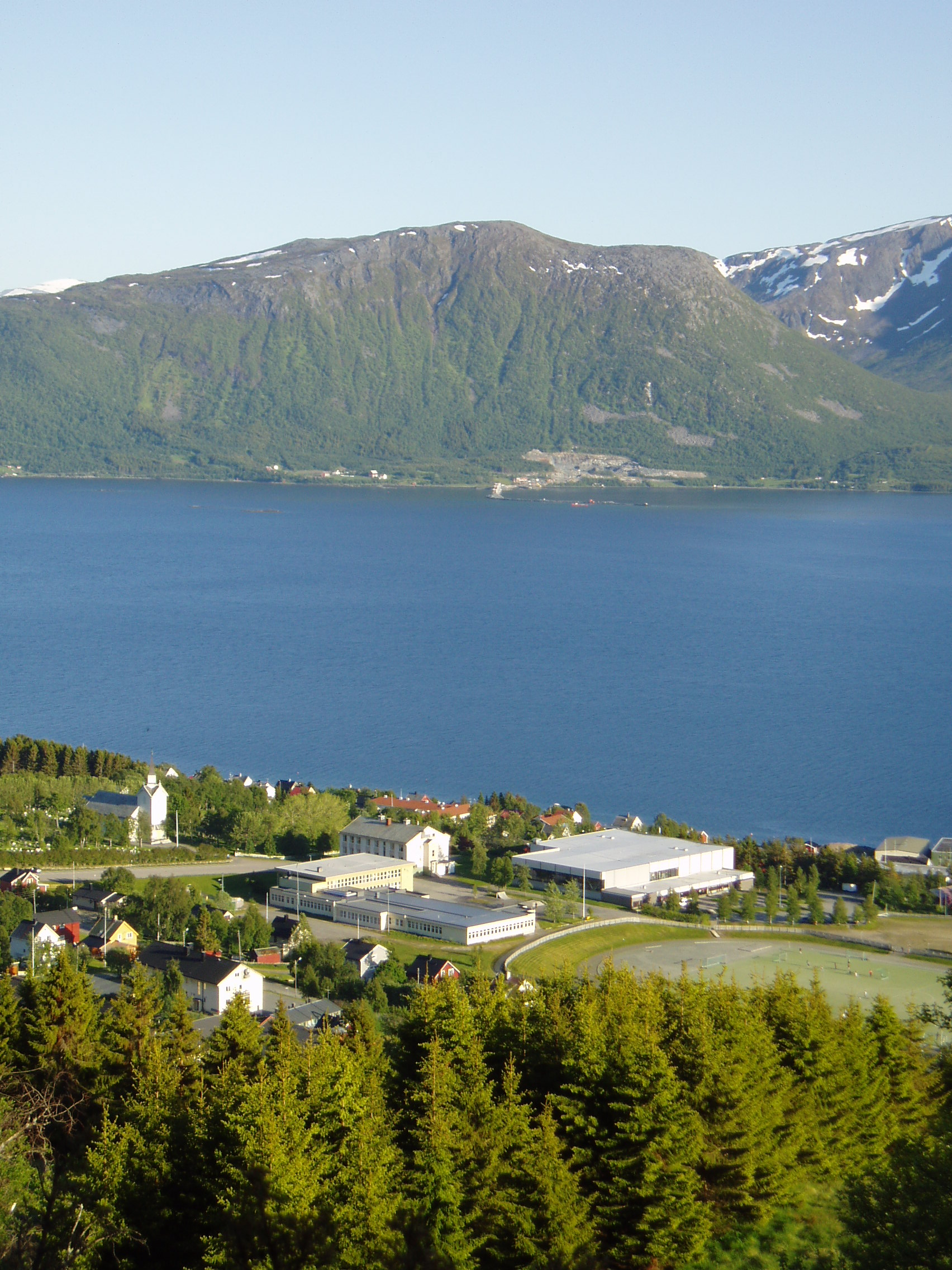
Vista de Borkenes

La iglesia de Kvæfjord tiene su sede aquí. El pueblo está en la orilla del río Råelva. Tiene una superficie de 1,09 km², una población de 1567 habitantes y una densidad de 1438 hab/km².

## Economía
En sus inicios, su principal sustento era la producción de aceite de arenque. Al pasar el tiempo, una institución mental se instaló en Trastad, al noroeste de Borkenes. En la década de 1990, el gobierno la cerró, dando la opción de mudarse o seguir viviendo en el lugar.
En la actualidad, se imparten cursos de horticultura de nivel secundario (Rå videregående skole). El terreno es apto para la agricultura, siendo utilizada para el cultivo de fresas y papas. Otras fuentes de ingresos son las relacionadas con la vida salvaje y la pesca en las cercanías. Hay botes de excursión disponibles.